# Lila L. Leiber
Lila L. Leiber (* 1955) ist eine deutsche Grafikerin und Illustratorin, die zahlreiche Kinder- und Schulbücher illustriert hat.

## Leben
Nach dem Studium der Werbegrafik arbeitete sie in verschiedenen Agenturen. Sie ist Autorin von Wimmelbilderbüchern. Seit 1982 lebt sie in Hannover und hat zwei Söhne.